# 博尔克海德
博尔克海德（德語：Borkheide）是德国勃兰登堡州的一个市镇，隶属于波茨坦-米特尔马克县，总面积为6.76平方千米，截至2020年总人口为2088人。